# Assemblea legislativa del Territorio della Capitale Australiana

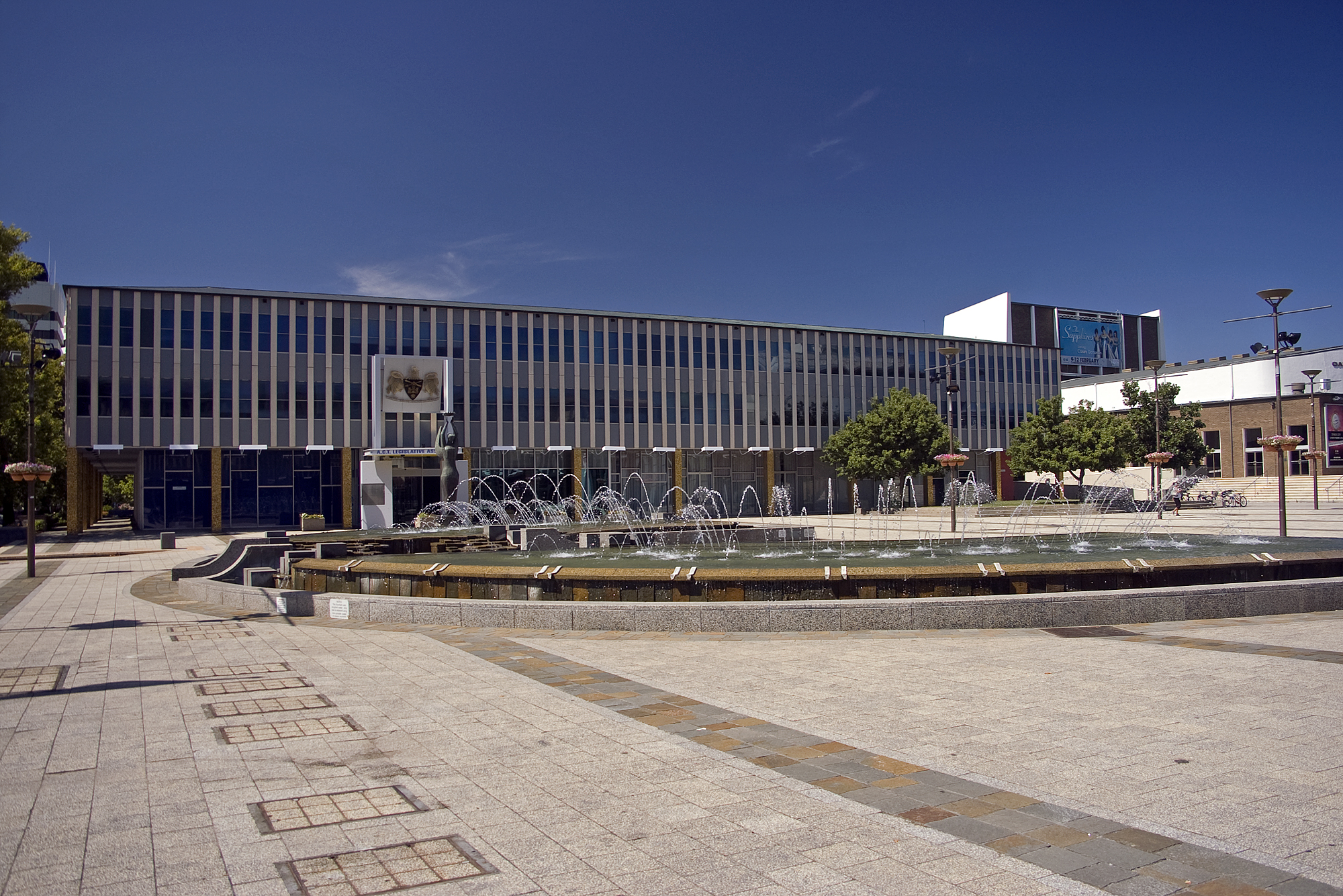
Il Palazzo dell’Assemblea legislativa dall’esterno.

L’Assemblea legislativa del Territorio della Capitale Australiana è l’organo legislativo del Territorio della Capitale Australiana. Essa si riunisce nel Palazzo dell’Assemblea Legislativa a Canberra.
Essa è composta da 25 membri ed è rinnovata ogni quattro anni. Si tratta di una delle sei assemblee legislative in Australia ad aver assunto l’assetto monocamerale.
A differenza delle legislature degli altri stati e territori, l'Assemblea ha anche le funzioni di un consiglio locale: la città di Canberra, infatti, non ha alcun altro governo locale.

## Storia
L'attuale Assemblea legislativa è stata creata da quattro atti del Parlamento del Commonwealth nel 1988, tra cui l'Australian Capital Territory (Self-Government) Act 1988. Le prime elezioni si sono tenute il 4 marzo 1989 e l'assemblea si è riunita per la prima volta l'11 maggio di quell'anno.
Fino a questo punto, infatti, il Territorio era stato direttamente amministrato dal governo del Commonwealth e l’unica camera che esisteva, la Camera dell'Assemblea del Territorio della Capitale Australiana (nota anche per un periodo come Assemblea legislativa) ed esistita dal 1976 al 1986, non aveva potere legislativo, ma solo una principale funzione consultiva.

## Competenze e relazioni inter-istituzionali
Come per l'Assemblea legislativa del Territorio del Nord, l'Assemblea legislativa del Territorio manca dei pieni poteri di una legislatura statale. La sezione 122 della Costituzione dell'Australia prevede che il Parlamento del Commonwealth possa "fare leggi per il governo di qualsiasi territorio" consegnato da qualsiasi Stato al Commonwealth e dunque l’assetto istituzionale del Territorio dipende essenzialmente dal volere del Parlamento australiano, al pari del Distretto di Columbia statunitense e del relativo consiglio.
Originariamente, il Governatore generale dell'Australia, su consiglio dell'esecutivo federale, aveva in precedenza il potere di invalidare le leggi approvate dall'Assemblea e, anche se questo intervento era raro nella pratica, ci sono stati in tal senso alcuni momenti di frizione. Nel 2011 tuttavia, il Parlamento federale ha infine approvato un disegno di legge che ha rimosso questo potere sia nel rispetto del Territorio della Capitale Australiana che del Territorio del Nord.
L'Assemblea è infine unica tra gli stati australiani e i territori autonomi, in quanto non ha un Governatore generale o un amministratore locale che esercita l'autorità come rappresentante del monarca australiano. Le funzioni solitamente conferite a quest’ultimo, dunque - come nominare, modificare e dimettere il governo, prorogare il parlamento e promulgare la legislazione - sono esercitate dall'Assemblea stessa e dal Ministro-capo, con l'assenso vicereale o regale emanato su "notifica" - attraverso la pubblicazione nella Gazzetta Ufficiale dal Primo ministro dell'Australia; tuttavia, il governatore generale dell'Australia ha ancora il potere di sciogliere l'Assemblea se è "incapace di svolgere efficacemente le sue funzioni o sta conducendo i suoi affari in modo grossolanamente improprio".